# Guillermo Naranjo Hernández
Guillermo Naranjo Hernández, född 18 juni 1977 i Santa Cruz de Tenerife i Spanien, är en volleybolltränare. 
Hernández spelade volleyboll och beachvolley som proffs fram till 2010. I slutet av karriären började han träna. Från 2008 var han assisterande tränare för CV Tenerife som vann spanska mästerskapet under hans tid där. Han flyttade 2012 till Stuttgart i Tyskland där han tränare för beachvolleydamerna Britta Büthe och Karla Borger, som tog silver vid VM 2013, dels herrvolleybollaget TSV Georgii-Allianz Stuttgart som han var med att ta upp till 2. Bundesliga Süd. Han tog över damvolleybollaget Allianz MTV Stuttgart 2013 och tränade dem fram till 2017. Därefter följde en säsong i Rumänien där han tränade CSM Târgoviște samt en höst där han tränade PTPS Piła innan han i december 2018 återvände till Tyskland, nu för att träna SC Potsdam. Han tränade dem fram till 2023 då han gick över till Galatasaray SK som han tränat sedan dess.
Hernández var förbundskapten för Grekland 2018-2021 och har varit förbundskapten för Rumänien sedan 2022.